# Gaspar Silva Lobo
Gaspar Silva Lobo (Lisboa, 1482 - Paris, ? ) foi um  boticário e perfumista português do Séc. XV/XVI. 

## História
Com a chegada das especiarias do Oriente a Lisboa em 1500, o aprendiz de boticário Gaspar Silva Lobo, passa a dedicar-se especialmente ao estudo dos óleos e essências para perfumes com especiarias como o cravo, canela, noz-moscada e até mesmo a pimenta.
Em 1513 parte para Roma, integrado na vasta embaixada enviada pelo Rei D. Manuel I ao Papa Leão X, e numa altura em que o Renascimento se desenvolve na Europa Ocidental, graças principalmente ao mecenato das famílias da alta Burguesia e Nobres das cidades de Roma e Florença. Gaspar Silva Lobo fixa-se em Roma aprofundando a sua arte como perfumista.
Mais tarde e tendo como mecenas o Rei Francisco I grande impulsionador do Renascimento em França muda-se para Paris. E é nos perfumes que desenvolve para a Alta Nobreza e Corte Francesa, que se torna conhecido.
Os registos dos seus estudos são ainda visíveis em 1529. 